# خروج على الحاكم
الخروج على الحاكم هو مصطلح فقهي وسياسي يشير إلى نزع طاعة الحاكم أو الإمام والثورة عليه باستخدام القوة المسلحة. يُعد هذا المفهوم من أكثر القضايا جدلاً في الفكر السياسي الإسلامي، حيث تباينت آراء المذاهب والعلماء حول مشروعيته وشروطه وحكمه الشرعي، بين التحريم المطلق لمنع "الفتنة"، والإباحة المشروطة، والوجوب في حال انحراف الحاكم عن العدل. ويرتبط المفهوم ارتباطًا وثيقًا بمسألة "طاعة أولي الأمر" وواجب "الأمر بالمعروف والنهي عن المنكر"، حيث شكل التوازن بين هذين الواجبين محور الخلاف بين المذاهب المختلفة.

## مبررات الخروج على الحاكم
على عكس التيار الرئيسي الذي يحرم الخروج على الحاكم بشكل شبه مطلق، تبنت عدة مذاهب وفرق إسلامية، بالإضافة إلى عدد من الفقهاء، موقفًا مغايرًا يجيز أو يوجب الثورة على الحاكم الظالم أو الفاسق. تستند هذه الآراء إلى مجموعة من الأدلة والتأويلات القرآنية والنبوية، وإلى مبادئ إسلامية عامة مثل تحقيق العدل و"الأمر بالمعروف والنهي عن المنكر".
من أبرز الحجج التي يقدمها هذا الفريق:
- الأمر بالمعروف والنهي عن المنكر: يعتبر أصحاب هذا الرأي، وخصوصًا المعتزلة، أن إزالة ظلم الحاكم هي من أعلى مراتب النهي عن المنكر. فإذا كان ظلم الحاكم عامًا وشاملاً، فإن مقاومته وعزله تصبح واجبًا شرعيًا لمنع الفساد الأكبر.[1]

- مقاومة الكفر البواح: حتى ضمن المذاهب السنية التي تحرم الخروج، فإنها تجيزه في حالة ظهور "الكفر البواح" (الكفر الواضح الذي لا شك فيه) من الحاكم. يوسع مؤيدو الخروج هذا المفهوم ليشمل أي حاكم يعطل الشريعة الإسلامية بشكل متعمد أو يوالي أعداء الإسلام بشكل صريح.

- القياس على قتال الفئة الباغية: يستند بعض الفقهاء إلى الآية القرآنية: ﴿وَإِنْ طَائِفَتَانِ مِنَ الْمُؤْمِنِينَ اقْتَتَلُوا فَأَصْلِحُوا بَيْنَهُمَا فَإِنْ بَغَتْ إِحْدَاهُمَا عَلَى الْأُخْرَى فَقَاتِلُوا الَّتِي تَبْغِي حَتَّى تَفِيءَ إِلَى أَمْرِ اللَّهِ﴾ . ويقولون بالقياس إنه إذا كان قتال الفئة الظالمة من المسلمين واجبًا، فإن قتال الحاكم الظالم الذي يمثل رأس الفئة الباغية أولى بالوجوب.

- السوابق التاريخية: يعتبر مؤيدو هذا الموقف أن التاريخ الإسلامي يحتوي على سوابق لثورات قامت على أسس شرعية، وأبرزها ثورة الحسين بن علي على يزيد بن معاوية، والتي تُعتبر في الفكر الشيعي وبعض الأوساط السنية رمزًا لمقاومة الظلم والطغيان. كما يستشهدون بخروج عدد من كبار التابعين، مثل سعيد بن جبير، مع عبد الرحمن بن الأشعث ضد الحجاج بن يوسف الثقفي.

## أقوال أشهر العلماء المعاصرين
يقول الإمام عبد العزيز بن باز : إنه لا يجوز الخروج على السلطان إلا بشرطين أحدهما وجود كفر بواح عندهم من الله فيه برهان. والشرط الثاني القدرة على إزالة الحاكم إزالة لا يترتب عليها شر أكبر منه، وبدون ذلك لا يجوز. فالقاعدة الشرعية المجمع عليها:«أنه لا يجوز إزالة الشر بما هو أشر منه، بل يجب درء الشر بما يزيله أو يخففه.» أما درء الشر بشر أكثر فلا يجوز بإجماع المسلمين، فإذا كانت طائفة تريد إزالة السلطان الذي فعل كفرا بواحا عندها قدرة تزيله بها، وتضع إماما صالحا طيبا من دون أن يترتب على هذا فساد كبير على المسلمين، وشر أعظم من شر هذا السلطان فلا بأس، أما إذا كان الخروج يترتب عليه فساد كبير، واختلال الأمن، وظلم الناس واغتيال من لا يستحق الاغتيال إلى غير هذا من الفساد العظيم، فهذا لا يجوز، بل يجب الصبر والسمع والطاعة في المعروف، ومناصحة ولاة الأمور، والدعوة لهم بالخير، والاجتهاد في تخفيف الشر وتقليله وتكثير الخير.

## أصل الخروج على الحاكم
عن عبادة بن الصامت رضي الله عنه قال: قال رسول الله ﷺ : سيليكم أمراء من بعدي يعرفونكم ما تنكرون، وينكرون عليكم ما تعرفون، فمن أدرك ذلك منكم فلا طاعة لمن عصى الله. وعن عبد الله ابن مسعود رضي الله عنه قال: قال رسول الله ﷺ : سيكون عليكم أمراء يؤخرون الصلاة عن مواقيتها ويحدثون البدع. قلت: فكيف أصنع؟ قال: تسألني يابن أم عبد كيف تصنع؟ لا طاعة لمن عصى الله. وعن أبي سعيد الخدري وأبي هريرة رضي الله عنهما قالا: قال رسول الله ﷺ : ليأتين عليكم أمراء يقربون شرار الناس، ويؤخرون الصلاة عن مواقيتها، فمن أدرك ذلك منهم فلا يكونن عريفا، ولا شرطيا، ولا جابيا، ولا خازنا. وعن أبي سعيد الخدري رضي الله عنه قال: قام فينا رسول الله ﷺ خطيبا فكان من خطبته أن قال: ألا إني أوشك أن أدعى فأجيب. فيليكم عمال من بعدي يقولون ما يعلمون ويعملون بما يعرفون، وطاعة أولئك طاعة، فتلبثون كذلك دهرا ثم يليكم عمال من بعدهم يقولون ما لا يعلمون ويعملون ما لا يعرفون، فمن ناصحهم ووازرهم وشد على أعضادهم فأولئك قد هلكوا وأهلكوا، خالطوهم بأجسادكم وزايلوهم بأعمالكم، واشهدوا على المحسن بأنه محسن وعلى المسيء بأنه مسيء.

## رأي العلماء المتقدمين في الخروج على الحاكم
يقول ابن كثير في معرض تفسير قوله: ﴿أَفَحُكْمَ الْجَاهِلِيَّةِ يَبْغُونَ وَمَنْ أَحْسَنُ مِنَ اللَّهِ حُكْمًا لِقَوْمٍ يُوقِنُونَ ۝٥٠﴾ [المائدة:50]

يعلق محمد حامد الفقي على كلام ابن كثير هذا فيقول:

قال شيخ الإسلام ابن تيمية لما سئل عن قتال التتار مع تمسكهم بالشهادتين ولما زعموا من اتباع أصل الإسلام قال:
فأيما طائفة امتنعت عن بعض الصلوات المفروضات، أو الصيام، أو الحج، أو عن التزام تحريم الدماء، والأموال، والخمر، والزنا، والميسر، أو عن نكاح ذوات المحارم، أو عن التزام جهاد الكفار، أو ضرب الجزية على أهل الكتاب، وغير ذلك من واجبات الدين - ومحرماته التي لا عذر لأحد في جحودها وتركها - التي يكفر الجاحد لوجوبها. فإن الطائفة الممتنعة تقاتل عليها وإن كانت مقرة بها. وهذا مما لا أعلم فيه خلافا بين العلماء.
قال القاضي عياض: فلو طرأ عليه (أي الخليفة) كفر أو تغيير للشرع أو بدعة خرج عن حكم الولاية وسقطت طاعته ووجب على المسلمين القيام عليه وخلعه ونصب إمام عادل. وهكذا فليس هناك أي تناقض بين آراء العلماء حول مسألة الخروج على النظام الحاكم في حالة كفره وإعراضه عن شرع الله، فالكل مجمع على ذلك كما نقل ابن تيمية هذا الإجماع وأشار إليه عندما قال:«وهذا مما لا أعلم فيه خلافا بين العلماء.»

## شروط الخروج على الحاكم
عن جنادة بن أبي أمية قال: «دخلنا على عبادة بن الصامت وهو مريض، فقلنا: أصلحك الله، حدث بحديث ينفعك الله به سمعته من رسول الله صلى الله عليه وآله وسلم، قال: دعانا النبي صلى الله عليه وآله وسلم فبايعنا، فكان فيما أخذ علينا: " أن بايعنا على السمع والطاعة في منشطنا ومكرهنا وعسرنا ويسرنا وأثرة علينا، وأن لا ننازع الأمر أهله، إلا أن تروا كفرا بواحا عندكم من الله فيه برهان.»

### شرح بن عثيمين
حيث قال بن عثيمين شارحا الحديث وموضحا:
 لكن هذا يكون بشروط:

#### الشرط الأول
في قوله: «أن تروا» أي: أنتم بأنفسكم، لا بمجرد السماع؛ لأننا ربما نسمع عن ولاة الأمور أشياء فإذا تحققنا لم نجدها صحيحة، فلابد أن نرى نحن بأنفسنا مباشرة، سواء كانت هذه الرؤية رؤية علم أو رؤية بصر، المهم: أن نعلم.

#### الشرط الثاني
في قوله: «كفرا» أي: لا فسوقا فإننا لو رأينا فيهم أكبر الفسوق فليس لنا أن ننازعهم الأمر إلا أن نرى كفرا.

#### الشرط الثالث
في قوله: «بواحاً» أي: صريحاً ليس فيه تأويلٌ، فإن كان فيه تأويلٌ ونحن نراه كفراً، ولكن هم لا يرونه كفراً، سواءً كانوا لا يرونه باجتهادٍ منهم أو بتقليدِ من يرونه مجتهداً، فإنا لا ننازعهم ولو كان كفراً، ولهذا كان الإمام أحمد يقول: إن من قال: القرآن مخلوقٌ فهو كافر، والمأمون كان يقول: القرآن مخلوق، ويدعو الناس إليه ويحبس عليه، ومع ذلك كان يدعوه بأمير المؤمنين؛ لأنه يرى بأن القول بخلق القرآن بالنسبة له ليس بواحاً، وليس صريحاً، فلابد أن يكون هذا الكفر صريحاً لا يحتمل التأويل، فإن كان يحتمل التأويل فإنه لا يحل لنا أن ننازع الأمر أهله.

#### الشرط الرابع
في قوله: «عندنا فيه من الله برهان» أي دليل قاطع، بأنه كفر، لا مجرد أن نرى أنه كفر، ولا مجرد أن يكون الدليل محتملا لكونه كفرا أو غير كفر، بل لابد أن يكون الدليل صريحا قاطعا بأنه كفر.فانظر إلى هذه الشروط الأربعة، فإذا تمت الشروط الأربعة فحينئذ ننازعه، لأنه ليس له عذر، ولكن هذه المنازعة لها شروط.

#### الشرط الخامس
أن يكون لدينا قدرة وهذه مهمة جدا، يعني: لا أن ننازعه فنخرج إليه بالسكاكين ومحاجين الحمير، وهو عنده الدبابات، والقذائف، وما أشبه ذلك، فلو أننا فعلنا هذا لكنا سفهاء، وهذا حرام علينا، لأنه يضر بنا، ويضر بغيرنا أيضا، ولأنه يؤدي في النهاية إلى محو ما نريد أن يكون السلطان عليه، لأن السلطان كما هو معلوم ذو سلطة يريد أن تكون كلمته هي العليا، فإذا رآنا ننازعه أخذته العزة بالإثم، واستمر فيما هو عليه وزاد عليه، فيكون نزاعنا له زاد الطين بلة، فلا يجوز أن ننازعه إلا ومعنا قدرة وقوة على إزاحته وإلا فلا.

### شرح بن باز
حيث قال في شرح حديث عبادة بن الصامت: 

## أنواع الخروج

### الخروج على الحاكم الجائر
في فتوى للشيخ ابن باز قال انه يجوز الخروج على الحاكم الجائر بشرط ان يكون الائمة مجتمعون على نفس الرأي وهو بأنه من جائر على شعبه
ولا يجوز إثارة الفوضى بل يتم اختيار أحد الائمة الذي يشهد لهم بالصلاح فيقتل الحاكم ويعين الامام ويكون دمه جائز طالما انه جائر بالاجماع 
وقال الذهبي عن الساكتين من العلماء عن الحق:
«قد كان عبد الله بن علي ملكا جبارا، سفاكا للدماء، صعب المراس، ومع هذا فالإمام الأوزاعي يصدعه بمر الحق كما ترى، لا كخلق من علماء السوء، الذين يحسنون للأمراء ما يقتحمون به من الظلم والعسف، ويقلبون لهم الباطل حقا - قاتلهم الله - أو يسكتون مع القدرة على بيان الحق- حتى - اجتمع علماء المدينة على انه جائرا. فأمر الأوزاعي بقتله وعين الامام المخلوف.»

### الخروج على الحاكم الظالم
ويحرم أهل السنة القتال تحت راية الحاكم الظالم ضد من يخرج عليه يطالب بحقه قال ابن حجر:« إلا أن الجميع يحرمون القتال مع أئمة الجور ضد من خرج عليهم من آهل الحق.» ويرون أن من خرج على الحاكم الظالم الذي يريد أن يسلب حقه معذور حيث قال بن حجر 
 ويحرمون قتال الخوارج الذين يكفرون المسلمين إذا خرجوا على إمام جائر، قال بن حجر:
 وقال ابن القاسم: 
 وسئل مالك عن الحاكم إذا قام من يريد إزالة ملكه هل يجب الدفاع عنه فقال:

### الخروج على الحاكم الفاسق
هناك بعض الناس يسيئون فهم بعض الأحاديث لرسول فمثلا قوله ﷺ :«من قال لا إله إلا الله وكفر بما يعبد من دون الله، حرم ماله ودمه وحسابه على الله.» قال القاضي عياض حول ذلك:
```
أجمع العلماء على أن من قال لا إله إلا الله ولم يعتقد معناها، أو اعتقد معناها ولم يعمل بمقتضاها يجب أن يقاتل حتى يعمل بما دلت عليه من النفي والإثبات. يقول رسول الله 
ﷺ
:
«
أمرت أن أقاتل الناس حتى يشهدوا أن لا إله إلا الله وأن محمدا رسول الله ويقيموا الصلاة ويؤتوا الزكاة فإذا فعلوا عصموا مني دماءهم وأموالهم إلا بحق الإسلام وحسابهم على الله.
[
19
]
»
 قال الإمام 
النووي
 في تعليقه على الحديث:
«
فيه وجوب قتال مانعي الزكاة أو الصلاة أو غيرهما من واجبات الإسلام قليلا أو كثيرا.
[
19
]
»
```

### الخروج على الحاكم الكافر
أما في حالة كفر الحاكم فلا يخرج عليه إلا كما قال النبي ﷺ: إلا أن تروا كفرا بواحا عندكم من الله فيه برهان. لا بد في هذا ثلاثة أوصاف: كفر، بواح عندكم من الله برهان، إذا كانت المسألة فيها شك، كفر مشكوك فيه فلا، بواح يعني: خالص لا شبهة فيه، عندكم من الله فيه برهان، ثم أيضا الخروج يشترط له شرطان:
الشرط الأولوجود البديل، إذا كانت الدولة كافرة والإمام كافرا يؤتى بدولة مسلمة، يؤتى بإمام مسلم، أما أن يزال كافر ويؤتى بكافر ما حصل المقصود، لا بد إذا أزيل الإمام الكافر يؤتى بإمام مسلم يقيم شرع الله في أرض الله.
الشرط الثانيالقدرة على ذلك، أما إذا كان لا يقدر أو طائفة لا يقدرون، ولو كانت الدولة كافرة، ولو كان الإمام كافرا، ماذا يستفيدون؟ إذا خرجوا قتلوا وانتهى أمرهم. إذا كان هناك قدرة، ووجد البديل بعد وجود الشرط: يكون كفر بواح عندكم من الله برهان يعني: كفر واضح لا لبس فيه، عندكم من الله فيه برهان، ووجد البديل المسلم، ووجدت القدرة، وإلا الصبر ولو كانت الدولة كافرة، ولو كان الإمام كافرا الصبر حتى يهيئ الله للمسلمين من أمرهم رشدا.

## العلماء والخروج على الحاكم
قال ابن حجر: 

ندم كثير من الناس على الخروج في فتنة ابن الأشعث: 
أحمد بن نصر الخزاعي بايعه الناس على خلع الواثق وأعد لذلك وظفر به فصلب فقال ابن كثير عنه «كان من أئمة السنة من أكابر العلماء العاملين ختم الله له بالشهادة.» وابن حجر يرى أن الخوارج إذا خرجوا على الحاكم الظالم آهل حق: هم قسمان: قسم خرجوا غضبا للدين من أجل جور الولاة وترك عملهم بالسيرة النبوية فهؤلاء أهل حق ومنهم الحسين بن علي وأهل المدينة في الحرة والقراء الذين خرجوا على الحجاج وقسم خرجوا لطلب الملك فقط وهم البغاة.

وابن حزم ينكر على من يقول بإجماع الأمة على حرمة الخروج على الظالم ويؤكد أن أفاضل الصحابة وأكابر التابعين وخيار المسلمين خرجوا على الظالم فقال: 
الشوكاني يرى أن الأمة لا تهلك بالشرك ما داموا يتعاطون الحقوق ولا يظلمون الناس:

وأكد الطبري هذا المعنى عند تفسير نفس الآية فقال:
 وقال ابن تيمية:«إن الله يقيم الدولة العادلة وان كانت مشركة ويهلك الظالمة وان كانت مؤمنة.»

## معارضة الخروج على الحاكم
ويستدولن بأحاديث منها قول الرسول ﷺ : من أطاعني فقد أطاع الله ومن يعصني فقد عصا الله ومن يطع أميري فقد أطاعني ومن يعص أميري فقد عصاني. وقال ﷺ لما سأله رجل: يانبي الله أرأيت إن قامت علينا أمراء يسألوننا حقهم ويمنعوننا حقنا فما تأمرنا؟ فأعرض عنه ثم سأله فأعرض عنه ثم سأله في الثالثة فجذبه الأشعث بن قيس فقال ﷺ اسمعوا وأطيعوا فإنما عليهم ماحملوا وعليكم ماحملتم. وقال النبي ﷺ } في الحديث الذي رواه مسلم: يكون بعدي أئمة لايهتدون بهداي ولايستنون بسنتي وسيقوم فيهم رجال قلوبهم قلوب الشياطين في جثمان إنس قال حذيفة: قلت: كيف أصنع يارسول الله ؟ إن أدركت ذلك ؟؟ قال: تسمع وتطيع وإن ضرب ظهرك وأخذ مالك، فاسمع وأطع.ر
وقال النبي ﷺ : من كره من أميره شيئا فليصبر عليه، فإنه ليس من أحد من الناس يخرج من السلطان شبرا فمات عليه، إلا مات ميتة جاهلية. وعن نافع قال: جاء عبد الله بن عمر إلى عبد الله بن مطيع حين كان من أمر الحرة ماكان من يزيد بن معاوية فقال: اطرحوا لأبي عبد الرحمن وسادة. فقال: إني لم آتك لأجلس، أتيتك لأحدثك حديثا سمعت رسول الله ﷺ يقوله، سمعته يقول: من خلع يدا من طاعة، لقي الله يوم القيامة لاحجة له، ومن مات وليس في عنقه بيعة، مات ميتة جاهلية. عن أبي هريرة عن النبي ﷺ أنه قال: من خرج عن الطاعة، وفارق الجماعة، فمات فميتته جاهلية ومن قاتل تحت راية عمية يغضب لعصبة أو يدعوا لعصبة أوينصر عصبة فقتل فقتلته جاهلية ومن خرج على أمتي يضرب برها وفاجرها ولاينحاش عن مؤمنها، ولايفي لذي عهد عهده، فليس مني ولست منه. وقال ﷺ : ستكون أمراء فتعرفون وتنكرون، فمن عرف فقد برئ، ومن أنكر فقد سلم ولكن من رضي وتابع قالوا: أفلا نقاتلهم قال:لا، ما صلوا.
وعن عوف بن مالك عن رسول الله ﷺ }: خيار أئمتكم الذين تحبونهم ويحبونكم ويصلون عليكم وتصلون عليهم وشرار أئمتكم الذين تبغضونهم ويبغضونكم وتلعنونهم ويلعنونكم، قيل: يارسول الله أفلاننابذهم بالسيف فقال: لا، ماأقاموا فيكم الصلاة، وإذا رأيتم من ولاتكم شيئا تكرهونه فاكرهوا عمله ولاتنزعوا يدا من طاعة. وقال الطحاوي: ولانرى الخروج على أئمتنا وولاة أمورنا وإن جاروا ولاندعوا عليهم ولاننزع يدا من طاعة ونرى طاعتهم في طاعة الله عز وجل فريضة ما لم يأمروا بمعصية، وندعوا لهم بالصلاح والمعافاة. وقال ابن تيمية: ولعله لايكاد يعرف طائفة خرجت على ذي سلطان إلا وكان في خروجها من الفساد أكثر من الذي في إزالته.
رضي الله عنه ـ أنه قال: أيها الناس من رأى منكم فيّ اعوجاجاً فليقومه ـ فقام له رجل وقال: والله لو رأينا فيك اعوجاجاً لقومناه بسيوفنا، فقال عمر: الحمد لله الذي جعل في هذه الأمة من يقوم اعوجاج عمر بسيفه.